# Pauline van Nies
Pauline van Nies (31 januari 1989) is een Nederlandse schaakster.
- Van 8 t/m 13 augustus 2005 speelde Van Nies mee in het toernooi om het open jeugdkampioenschap van Nederland dat in Hengelo onder de naam Euro Chess Tournament 2005 gespeeld werd. Zij speelde in de B-groep (meisjes tot 16 jaar) en eindigde als eerste met 7 uit 9.
- Tijdens het Nederlands jeugdkampioenschap schaken, dat plaatsvond van 27 april t/m 5 mei 2007 in Venlo, speelde ze mee in de A-categorie voor meisjes (tot en met 20 jaar). Dit evenement sloot zij af met een tweede plaats, achter kampioene Martine Middelveld. Van Nies scoorde 6½ punt uit 9 wedstrijden.
- Van 16 t/m 28 juni 2007 nam ze deel aan het Nederlands kampioenschap schaken voor dames in Hilversum. Tijdens dit evenement scoorde zij 5 punten uit 9 partijen, waarmee ze gedeeld 4e werd, samen met Bianca Muhren. Haar prestatierating (TPR) was 2216. Winnares werd GM Zhaoqin Peng met de score van 8 uit 9.